# Васильев, Александр Николаевич (юрист)
Алекса́ндр Никола́евич Васи́льев (1902—1985) — советский юрист-криминалист, генерал-майор юстиции, доктор юридических наук, профессор. Заслуженный деятель науки РСФСР (1980). Брат режиссёра Георгия Васильева.

## Биография
В 1902 году родился в Астрахани (16 марта).
Участник Гражданской войны.
В 1926 г. поступил в Институт красной профессуры.
В 1952 г. защитил кандидатскую диссертацию на тему: «Об уголовной ответственности за хищение государственного и общественного имущества».
В 1960 г. — защитил докторскую диссертацию на тему: «Основы следственной тактики».
С 1924 по 1926 г. — работал следователем в органах прокуратуры.
С 1938 по 1942 г. — был секретарем Комиссии законодательных предположений Совета Союза Верховного Совета СССР.
В 1942 г. назначен заместителем Прокурора РСФСР, а в 1944 г. — прокурором г. Москвы (занимал должность до 1952 года).
В качестве государственного обвинителя от СССР сменил С. А. Голунского на процессе главных военных японских преступников в Токио.
В 1952 г. — возглавил сектор тактики ВНИИ криминалистики Прокуратуры СССР.
В 1960 г. — стал заведующим кафедрой криминалистики юридического факультета МГУ им. М. В. Ломоносова и оставался в этой должности до сентября 1985 г.

## Семья
Женат 4 раза, дети — 5 дочерей (одна приемная) и сын.

## Труды
Автор трудов по общим и частным вопросам следственной тактики, методики расследования преступлений, природы криминалистики, её предмета, системы и теоретических основ.
Среди наиболее значимых трудов монографии:
- 1976 — «Следственная тактика»
- 1978 — «Проблемы методики расследования отдельных видов преступлений»
- 1981 — «Тактика отдельных следственных действий»
- 1984 — «Предмет, система и теоретические основы криминалистики» (в соавт. с Н. П. Яблоковым)

Обосновал правовую сущность криминалистики и её роль в деле обеспечения наиболее эффективного применения уголовно-процессуального закона на предварительном расследовании.
Большинство его работ не утратило своего значения и сегодня.
Его монография «Проблемы методики расследования отдельных видов преступлений», переизданная в 2002 г. в серии «Антология криминалистики», в одном ряду с трудами крупнейших российских и зарубежных криминалистов XIX—XX вв.

## Книги
- Васильев А. Н, Карнеева Л. М. Тактика допроса. М., 1970
- Васильев А. Н. Криминалистика. М., 1971

## Награды и звания
- Орден Ленина
- Орден Отечественной войны
- Заслуженный деятель науки РСФСР
- Медаль «За победу над Германией в Великой Отечественной войне 1941—1945 гг.»
- Медаль «За оборону Ленинграда»
- Медаль «За оборону Москвы»